# Diocese de Alagoinhas

Províncias Eclesiásticas da regional CNBB Nordeste III.

A Diocese de Alagoinhas (latim: Dioecesis Alacunensis), é uma circunscrição eclesiástica da Igreja Católica no estado brasileiro da Bahia.

## Histórico
Criada em 28 de outubro de 1974, pela bula Qui Summi do Papa Paulo VI, a Diocese de Alagoinhas foi desmembrada da Arquidiocese de São Salvador da Bahia e instalada em 2 de fevereiro de 1975, tornando-se mais uma das dioceses que compõem a Província Eclesiástica de São Salvador. Seu primeiro bispo foi Dom José Florisberto Cornelis OSB, arcebispo (1974-1986).
Nascido pouco depois do Concílio Vaticano II, Dom Cornelis, teve participação nele - o que muito veio influir na orientação da nova Diocese. A construção do Centro Diocesano e a realização da Assembleia Diocesana anual refletem as inspirações deste Concílio. Além disso pode-se destacar algumas das suas iniciativas como a abertura da Escola de Catequese; o amplo leque de pastorais que foram iniciadas ou encaminhadas; o incentivo ao apostolado e a responsabilidade dos leigos e leigas; o boletim diocesano mensal "Caminhar Juntos" e a Comissão Diocesana de Justiça e Paz.
A Diocese de Alagoinhas é composta por 34 paróquias que estão distribuídas nos municípios de Alagoinhas, Acajutiba, Aporá, Araçás, Aramari, Cardeal da Silva, Cipó, Conde, Crisópolis, Entre Rios, Esplanada, Heliópolis, Inhambupe, Itanagra, Itapicuru, Jandaíra, Mata de São João, Nova Soure, Olindina, Pojuca, Ribeira do Amparo, Rio Real, Sátiro Dias e Teodoro Sampaio.
Dom Francisco de Oliveira Vidal foi nomeado pelo Papa Francisco bispo de Alagoinhas em 27 de setembro de 2022, sendo ordenado no dia 19 de novembro do mesmo ano na cidade de Governador Valadares por Dom Antônio Carlos Félix, sendo Dom Emanuel Messias de Oliveira e Dom Dario Campos os bispos co-ordenantes.

## Bispos
Bispos encarregados da diocese:
|        | Nome                             | Período    | Notas                   |
| Bispos | Bispos                           | Bispos     | Bispos                  |
| ------ | -------------------------------- | ---------- | ----------------------- |
| 4º     | Francisco de Oliveira Vidal      | 2022-atual |                         |
| 3º     | Paulo Romeu Dantas Bastos        | 2002-2021  | Nomeado Bispo de Jequié |
| 2º     | Jaime Mota de Farias             | 1986-2002  |                         |
| 1º     | José Floriberto Cornelis, O.S.B. | 1974-1986  |                         |

## Paróquias
Paróquia Catedral de Santo Antônio - Alagoinhas (1816)
Paróquia São Francisco de Assis - Alagoinhas (1968)
Paróquia Santa Teresinha - Alagoinhas (2003)
Paróquia Nossa Senhora de Fátima - Alagoinhas (2003)
Paróquia São José - Alagoinhas (2012)
Paróquia Nossa Senhora das Candeias - Acajutiba (1981)
Paróquia Deus Menino - Aramari (1982)
Paróquia Deus Menino - Araçás (2008)
Paróquia Nossa Senhora da Conceição - Aporá (1816)
Paróquia Senhora Sant'Ana - Catu (1787)
Paróquia Cristo Operário - Catu (2015)
Paróquia Nossa Senhora da Divina Pastora - Cardeal da Silva (2005)
Paróquia Nossa Senhora da Saúde - Cipó (2002)
Santuário Nossa Senhora do Monte  - Conde (1702 - 2012)
Paróquia Nosso Senhor do Bonfim - Conde (2012)
Paróquia do Bom Jesus - Crisópolis (1985)
Paróquia Nossa Senhora dos Prazeres - Entre Rios (1848)
Paróquia Nossa Senhora da Piedade - Esplanada (1909)
Paróquia Sagrado Coração de Jesus - Heliópolis (1991)
Paróquia do Divino Espírito Santo - Inhambupe(1718)
Paróquia de São José - Itamira (2009)
Paróquia São Francisco de Assis - Itanagra (2013)
Paróquia Nossa Senhora de Nazaré - Itapicuru(1696)
Paróquia São Pedro e São Paulo - Itapicuru - Lagoa Redonda (2015)
Paróquia Nossa Senhora da Abadia e Santo Antonio Jandaíra (1718)
Paróquia São Francisco de Assis do Litoral - Praia do Forte (2006)
Paróquia de São João Batista - Mata de São João (1783)
Paróquia Nossa Senhora da Conceição - Nova Soure (1758)
Paróquia Nossa Senhora da Conceição - Olindina (1969)
Paróquia Bom Jesus da Passagem - Pojuca (1904)
Paróquia Nossa Senhora do Amparo - Ribeira do Amparo (1848)
Paróquia Nossa Senhora do Livramento - Rio Real (1855)
Paróquia Nossa Senhora do Amparo - Sátiro Dias (2002)
Paróquia Nossa Senhora da Ajuda e Sant'Ana - Teodoro Sampaio (1839)
Paróquia Nossa Senhora das Graças - Nova Soure  - Raso (2019)
Paróquia Santa Dulce dos Pobres - Alagoinhas (2023)